# Metriotracheloides uniformis
Metriotracheloides uniformis es una especie de coleóptero de la familia Attelabidae.

## Distribución geográfica
Habita en Madagascar.